# Kaspar Dantscher

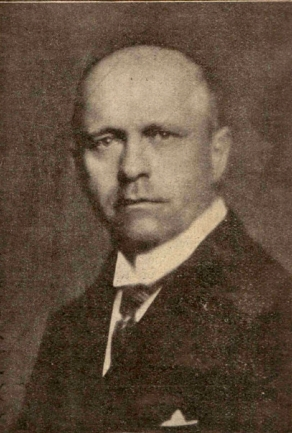

Kaspar Dantscher (* 4. März 1878 in Abensberg; † 18. Juli 1944 in München) war Professor für Wasserbau.
1917 wurde er zum Professor für Wasserbau berufen. Seit 1922 war er Oberbaudirektor der neu gegründeten Rhein-Main-Donau AG. Von 1927 bis 1929 war er Professor für Wasserbau und Baukonstruktionslehre und Rektor der TH München. Auf Antrag der Bauingenieur-Abteilung erhielt er im Juni 1928 von der TH Dresden die Ehrenpromotion. Er leitet die Planung einer wasserbaulichen Versuchsanstalt für Bauingenieure ein. 

## Veröffentlichungen
- Die Wasserkraftanlage Hirschaid bei Bamberg; Berlin, G. Hackebeil, 1923
- Technik und Wasserwirtschaft; Regensburg, Gebr. Habbel, 1929